# Golf Club: Wasteland
『Golf Club: Wasteland』（ゴルフクラブ ウェイストランド）は、セルビアのインディーゲームスタジオDemagog Studioが開発し2018年6月20日に発売されたゲームソフト。タイトルは、「:」の無い『Golf Club Wasteland』とも表記される。2023年7月には、タイトルが『Golf Club Nostalgia』（ゴルフクラブ ノスタルジア）に変更された。

## 概要
大災害により人類が廃退した地球を舞台とするゴルフゲーム。火星に移住し生き延びた富裕層の人々はチャーター機で地球を訪れ、廃墟をコースに見立てて危険を顧みずゴルフを行う娯楽に興じているが、かつて人類を救う任務を担うパイロットだった主人公のチャーリー（Charlie）もまた、防護服とジェットパックを身に着けゴルフをしながら廃墟を巡っていく。
ゲーム内のBGMとして、火星の人々が地球での思い出を語るとともにDJがノスタルジックな音楽をかけるラジオ番組「火星ラジオ・ノスタルジア（Radio Nostalgia from Mars）」が流れており、チャーリーはこれを聴きながらプレーしているという設定になっている。

## システム
サイドビューで描写された35のホールを順番にプレーする。ボールを打つ角度と強弱を決定してボールを飛ばしカップインを目指す。ホールによっては、エレベーターやエスカレーター、ボールをスイッチに当てて開くシャッターなど特殊な仕掛けもある。各ホールには規定打数が設定されており、この打数以内でホールを終えるとチャーリーの日記の一部が閲覧できるようになる。
以下の3つの難易度がある。「アイアンモード」は「チャレンジモード」のクリア後にアンロックされる。
- ストーリーモード - 打数に関係なくカップインすればクリアとなるモード。
- チャレンジモード - 打数が規定打数以内の時のみクリアとなるモード。
- アイアンモード - 規定打数を超えた時点でリセットされる高難易度モード。

## 開発
Demagog Studioが手掛ける作品は、風刺を込める作風を特徴としている。ディレクターのIgor Simićは本作のインスピレーションの源として、ゴルフ場のオーナーでもある当時のアメリカ大統領のドナルド・トランプに関する膨大な量のニュースが報じられていたこと、実業家のイーロン・マスクとジェフ・ベゾスが地球が危機的状況となった際の脱出ルートとして宇宙を見据える野心を語っていたこと、アメリカの政治家バーニー・サンダースが当時「1%（の富裕層）」について論じていたこと、2017年にアメリカ・ワシントン州のゴルフ場で大規模な山火事が発生する中でもプレーを続行するゴルファーたちの写真が話題となったことを挙げている。また、開発当初には「（ゲームソフトの）『Desert Golfing』と（映画の）『ブレードランナー』の出会い」をコンセプトに掲げていた。
音楽を制作したShane Berryはかつて東京でカフェやコンビニエンスストア向けの有線ラジオ放送の制作に携わっていた経歴があり、本作の「火星ラジオ・ノスタルジア」におけるDJの声も担当している。

## 評価
- Unity Awards 2018 「Best mobile game」「Best use for film」ノミネート[8]
- Indie Arena Booth 2021 「Best "Indie Madness" with Head up」第3位[9]